# Distretto di Chibombo
Il distretto di Chibombo è un distretto dello Zambia, parte della Provincia Centrale.
Il distretto comprende 22 ward:
- Chaloshi
- Chamuka
- Chibombo
- Chikobo
- Chikonkomene
- Chilochabalenge
- Chisamba
- Chitanda
- Chunga
- Ipongo
- Kabile
- Kakoma
- Kalola
- Katuba
- Keembe
- Liteta
- Lunjofwa
- Mashikili
- Muchenje
- Mulungushi
- Mungule
- Muswishi